# Наці Шенсой
Наці Шенсой (серб. Нађи Шенсој / тур. Naci Şensoy; нар. 20 лютого 1958, Призрен, СР Сербія) — турецький футболіст та тренер, виступав на позиції півзахисника.

## Кар'єра гравця
Народився в югославському Призрені, але згодом переїхав до Туреччини, де й розпочав футбольну кар'єру. Виступав за «Манісаспор» та «Ванспор».

## Кар'єра тренера
По завершенні кар'єри гравця залишився в Туреччині, де й розпочав тренерську діяльність. Спочатку допомагав тренувати «Істанбулспор». Після цього очолював декілька нижчолігових турецьких клубів, а 2002 року призначений головним тренером азербайджанського «Турана» (Товуз). Очолював декілька болгарських клубів, у тому числі й пловдивський «Локомотив». Також працював у «Славії Софії» помічником Міодрага Єшича та Ратка Достанич. 2 липня 2011 року очолив клуб сербської Суперліги «Борча», однак лише через місяць, ще до початку сезону пішов з клубу. У жовтні 2015 року зайняв посаду головного тренера «Пирина» (Благоєвград). Йому приписують покращення стану команди, яка на момент його приходу знаходилася в нижній частині Першої ліги Болгарії. Під керівництвом Шенсоя Піріну вдалося уникнути пониження в класі наприкінці сезону. 